# Strenči (stacja kolejowa)
Strenči – stacja kolejowa w miejscowości Strenči, w gminie Valmiera, na Łotwie. Położona jest na linii Ryga - Valga.

## Historia
Stacja powstała w 1889 wraz z uruchomieniem Kolei Pskowsko-Ryskiej. Początkowo nosiła nazwę Stakeln (ros. Стакельн). W 1919 zmieniono jej nazwę na obecną.